# 臺灣釘頭斑蚜
臺灣釘頭斑蚜（学名：Tuberculatus queriformosa）为斑蚜科側棘斑蚜屬下的一个种。